# Lafeuillade-en-Vézie
Lafeuillade-en-Vézie település Franciaországban, Cantal megyében. Lakosainak száma 591 fő (2022. január 1.). Lafeuillade-en-Vézie Lacapelle-del-Fraisse, Ladinhac, Marcolès, Prunet, Roannes-Saint-Mary és Labesserette községekkel határos.

## Népesség
A település népességének változása:
| Lakosok száma | 457  | 484  | 430  | 557  | 583  | 586  | 595  | 591  | 592  | 591  |
|               | 1968 | 1982 | 1990 | 2006 | 2013 | 2015 | 2017 | 2019 | 2020 | 2022 |